# Liste der Gemeinden in der Stadtregion Voitsberg
Die Stadtregion Voitsberg ist eine österreichische Agglomeration in der Steiermark. Die Region besteht aus der Kernzone (Code: SR181) sowie der Außenzone (Code: SR182).

## Geschichte der Klassifikation
Die Abgrenzung der Stadtregionen (Urbanen Zentren) wurde von der Statistik Austria für 1971 bis 2001 alle 10 Jahre vorgenommen. Für den Stichtag 31. Oktober 2013 wurde erstmals nach der von der Statistik Austria für statistische Zwecke entwickelten Urban-Rural-Typologie abgegrenzt, welche die Abgrenzung der Stadtregionen integriert.

## Liste der Gemeinden laut Abgrenzung von 2001
Die Tabelle berücksichtigt die Gemeindestrukturreform in der Steiermark, jedoch ist die in Kainach bei Voitsberg eingemeindete ehemalige Gemeinde Kohlschwarz nun in der Außenzone enthalten und die nicht abgegrenzte ehemalige Gemeinde Salla nun bei Maria Lankowitz enthalten.
- Datenstand:
  - Gemeinden und Gemeindenamen: 2017
  - Einwohner: 1. Jänner 2024
  - Fläche: 1. Jänner 2024
  - Bevölkerungsdichte: 1. Jänner 2024
  - Gerichtsbezirke: 2017
- Regionen sind Kleinregionen der Steiermark

### Kernzone Voitsberg
| Gemeinde                | Lage | Ew    | km²    | Ew / km² | Gerichtsbezirk | Region                        | Typ             | Metadaten         |
| ----------------------- | ---- | ----- | ------ | -------- | -------------- | ----------------------------- | --------------- | ----------------- |
| Voitsberg               |      | 9.617 | 28,54  | 337      | Voitsberg      | 053 Kernraumallianz Voitsberg | Stadt- gemeinde | Gem.Kennz.: 61625 |
| Bärnbach                |      | 5.816 | 31,52  | 185      | Voitsberg      | 053 Kernraumallianz Voitsberg | Stadt- gemeinde | Gem.Kennz.: 61626 |
| Kainach bei Voitsberg   |      | 1.555 | 83,25  | 19       | Voitsberg      | 052 Oberes Kainachtal         | Gemeinde        | Gem.Kennz.: 61630 |
| Köflach                 |      | 9.601 | 43,07  | 223      | Voitsberg      | 053 Kernraumallianz Voitsberg | Stadt- gemeinde | Gem.Kennz.: 61631 |
| Maria Lankowitz         |      | 2.692 | 104,29 | 26       | Voitsberg      | 053 Kernraumallianz Voitsberg | Markt- gemeinde | Gem.Kennz.: 61632 |
| Rosental an der Kainach |      | 1.721 | 6,52   | 264      | Voitsberg      | 053 Kernraumallianz Voitsberg | Gemeinde        | Gem.Kennz.: 61618 |

### Außenzone Voitsberg
| Gemeinde                    | Lage | Ew  | km²   | Ew / km² | Gerichtsbezirk | Region       | Typ      | Metadaten         |
| --------------------------- | ---- | --- | ----- | -------- | -------------- | ------------ | -------- | ----------------- |
| Sankt Martin am Wöllmißberg |      | 790 | 25,59 | 31       | Voitsberg      | 018 Oberland | Gemeinde | Gem.Kennz.: 61621 |